# Liste des épisodes de Chair de poule

Cet article présente la liste des épisodes de la série télévisée Chair de poule.

## Panorama des saisons
| Saisons | Saisons | Chaîne | Épisodes | Diffusion originale | Diffusion originale | Diffusion française | Diffusion française |
| Saisons | Saisons | Chaîne | Épisodes | Début de la saison  | Fin de saison       | Début de la saison  | Fin de saison       |
| ------- | ------- | ------ | -------- | ------------------- | ------------------- | ------------------- | ------------------- |
|         | 1       | YTV    | 19       | 27 octobre 1995     | 17 mai 1996         | 23 août 1997        | 27 décembre 1997    |
|         | 2       | YTV    | 25       | 10 août 1996        | 20 juillet 1997     | 1er décembre 1997   | 29 janvier 1998     |
|         | 3       | YTV    | 22       | 6 septembre 1997    | 16 mai 1998         | 23 janvier 1998     | 24 décembre 1998    |
|         | 4       | YTV    | 8        | 14 septembre 1998   | 16 novembre 1998    | 21 décembre 1998    | 9 janvier 1999      |

## Liste des épisodes

### Première saison (1995-1996)
1. Le Masque hanté I - Partie 1 (The Haunted Mask - Part 1)
2. Le Masque hanté I - Partie 2 (The Haunted Mask - Part 2)
3. L’Horloge maudite (The Cuckoo Clock of Doom)
4. La Fille qui criait au monstre (The Girl Who Cried Monster)
5. La Colo de la peur - Partie 1 (Welcome To Camp Nightmare - Part 1)
6. La Colo de la peur - Partie 2 (Welcome To Camp Nightmare - Part 2)
7. Le Fantôme de l’auditorium (Phantom of the Auditorium)
8. Leçons de piano et pièges mortels (Piano Lessons Can Be Murder)
9. La Colère de la momie (Return of the Mummy)
10. Le Pantin maléfique (Night of the Living Dummy II)
11. Alerte aux chiens (My Hairiest Adventure)
12. Sous-sol interdit - Partie 1 (Stay Out of the Basement - Part 1)
13. Sous-sol interdit - Partie 2 (Stay Out of the Basement - Part 2)
14. Terreur sous l’évier (It Came From Beneath the Sink)
15. Dangereuses Photos (Say Cheese and Die!)
16. La Tour de la terreur - Partie 1 (A Night in Terror Tower - Part 1)
17. La Tour de la terreur - Partie 2 (A Night in Terror Tower - Part 2)
18. Le Loup-garou des marécages - Partie 1 (The Werewolf of Fever Swamp - Part 1)
19. Le Loup-garou des marécages - Partie 2 (The Werewolf of Fever Swamp - Part 2)

### Deuxième saison (1996-1997)
1. Souhaits dangereux (Be Careful What You Wish For...)
2. L'Attaque du mutant - Partie 1 (Attack of the Mutant - Part 1)
3. L'Attaque du mutant - Partie 2 (Attack of the Mutant - Part 2)
4. Le Coup du lapin (Bad Hare Day)
5. Le Fantôme décapité (The Headless Ghost)
6. Une indigestion de vers de terre (Go Eat Worms)
7. Peur de rien (You Can't Scare Me!)
8. La Revanche des nains de jardin (Revenge of the Lawn Gnomes)
9. Le Fantôme de la plage (Ghost Beach)
10. La Colère des citrouilles (Attack of the Jack-O'-Lanterns)
11. Le Masque hanté II - Partie 1 (The Haunted Mask II - Part 1)
12. Le Masque hanté II - Partie 2 (The Haunted Mask II - Part 2)
13. Prisonniers du miroir (Let's Get Invisible!)
14. Les Épouvantails de minuit (The Scarecrow Walks at Midnight)
15. Le Sang du monstre (Monster Blood)
16. Le Sang du monstre : Le Retour (More Monster Blood)
17. Le Souffle du vampire (Vampire Breath)
18. Comment tuer un monstre (How to Kill a Monster)
19. Des appels monstrueux (Calling All Creeps!)
20. La Maison des morts - Partie 1 (Welcome to Dead House - Part 1)
21. La Maison des morts - Partie 2 (Welcome to Dead House - Part 2)
22. Ne réveillez pas la momie (Don't Wake Mummy)
23. La Machine à écrire (The Blob That Ate Everyone)
24. Le Pantin maléfique - Partie 1 (Night of the Living Dummy III - Part 1)
25. Le Pantin maléfique - Partie 2 (Night of the Living Dummy III - Part 2)

### Troisième saison (1997-1998)
1. La Rue maudite (Shocker on Shock Street)
2. Mon meilleur ami est invisible (My Best Friend is Invisible)
3. La Maison du non retour (The House of No Return)
4. Nuit de cauchemars (Don't Go To Sleep!)
5. La Télécommande (Click)
6. Place aux vieux (An Old Story)
7. Les Fantômes de l'ombre (The Barking Ghost)
8. Le Parc de l’horreur - Partie 1 (One Day at HorrorLand - Part 1)
9. Le Parc de l’horreur - Partie 2 (One Day at HorrorLand - Part 2)
10. Dans l'enfer du jeu (The Haunted House Game)
11. Personne n'est parfait - Partie 1 (Perfect School - Part 1)
12. Personne n'est parfait - Partie 2 (Perfect School - Part 2)
13. La Peau du loup - Partie 1 (Werewolf Skin - Part 1)
14. La Peau du loup - Partie 2 (Werewolf Skin - Part 2)
15. Le Jour des fourmis (Awesome Ants)
16. Le Mariage de la marionnette (Bride of the Living Dummy)
17. La Petite Sœur (Strained Peas)
18. Photos de malheur (Say Cheese and Die... Again)
19. Revers de fortune - Partie 1 (Chillogy - Part 1: Squeal of Fortune)
20. Revers de fortune - Partie 2 : Le Match de Matthew (Chillogy - Part 2: Strike Three... You're Doomed)
21. Revers de fortune - Partie 3 : Le Grand Prix de Karlsville (Chillogy - Part 3: Escape from Karlsville)
22. Un prof pas comme les autres (Teacher's Pet)

### Quatrième saison (1998)
1. La Tête réduite - Partie 1 (How I Got My Shrunken Head - Part 1)
2. La Tête réduite - Partie 2 (How I Got My Shrunken Head - Part 2)
3. Le Fantôme d’à côté - Partie 1 (The Ghost Next Door - Part 1)
4. Le Fantôme d’à côté - Partie 2 (The Ghost Next Door - Part 2)
5. Le Miaulement du chat - Partie 1 (Cry of the Cat - Part 1)
6. Le Miaulement du chat - Partie 2 (Cry of the Cat - Part 2)
7. L'Île des hommes-poissons - Partie 1 (Deep Trouble - Part 1)
8. L'Île des hommes-poissons - Partie 2 (Deep Trouble - Part 2)